# Centistidea mogrus
Centistidea mogrus är en stekelart som först beskrevs av Papp 1987.  Centistidea mogrus ingår i släktet Centistidea och familjen bracksteklar. Inga underarter finns listade.